# Chiaglas nobilitator
Chiaglas nobilitator là một loài tò vò trong họ Ichneumonidae.